# Аммосов, Сергей Николаевич
Серге́й Никола́евич Аммо́сов, Амосов (24 мая [5 июня] 1837, Москва, Российская империя — 3 [15] ноября 1886, там же) — русский живописец-пейзажист, один из членов-учредителей Товарищества передвижников.

## Биография
По окончании курса в Московском училище живописи, ваяния и зодчества Сергей Аммосов был удостоен в 1864 году от Академии художеств звания художника. За выставленные на академических выставках картины в 1869 году получил звание классного художника третьей степени («Въезд в деревню Кутузово после дождя»), в 1870 году — второй степени («Опушка леса в окрестностях Москвы») и, наконец, в 1872 году — классного художника первой степени («Полтавское поле»). Один из членов-учредителей Товарищества передвижных художественных выставок, Аммосов принимал в этих выставках деятельное участие: с 1871 по 1886 год на них появилось 17 амосовских пейзажей и несколько этюдов. Сергей Николаевич Аммосов умер 15 ноября 1886 года в возрасте 49 лет.

## Галерея

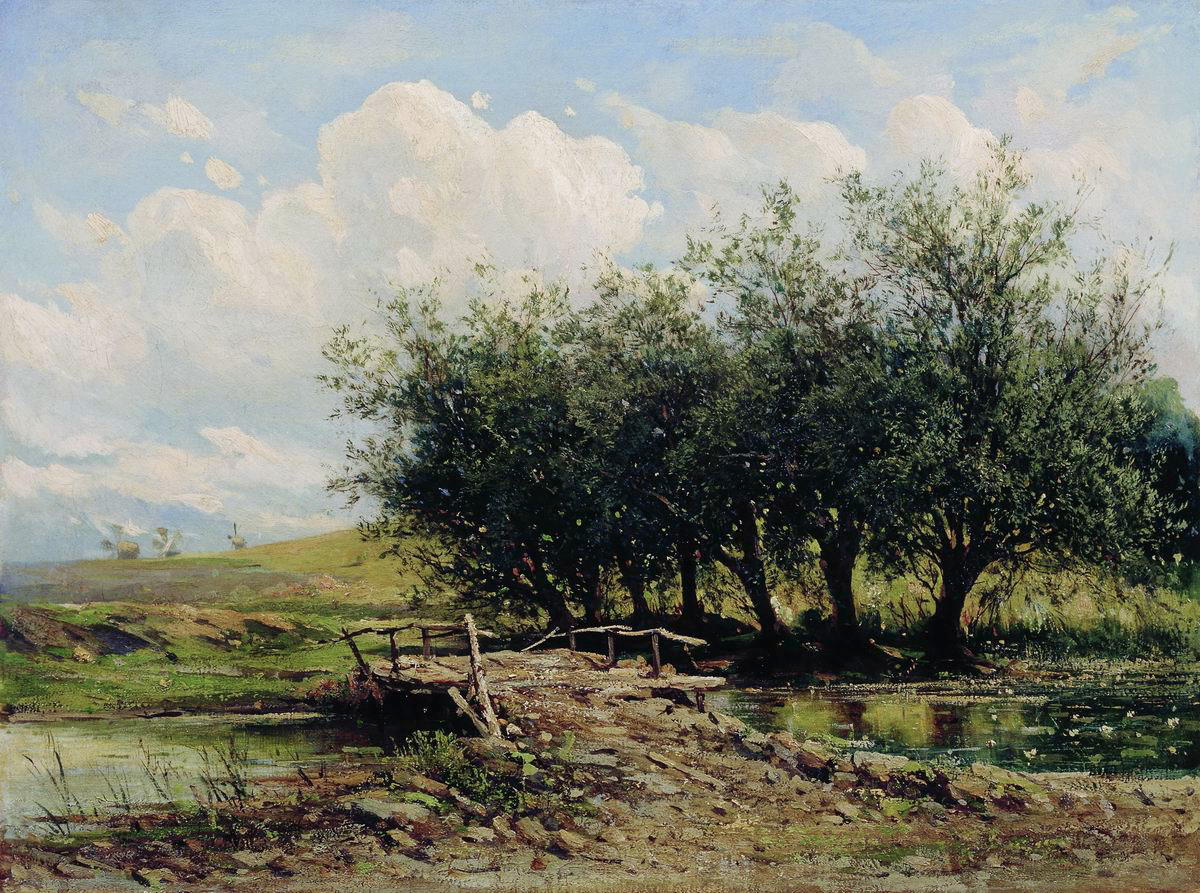
«Мостик», ранее 1886, холст, масло Чувашский государственный художественный музей
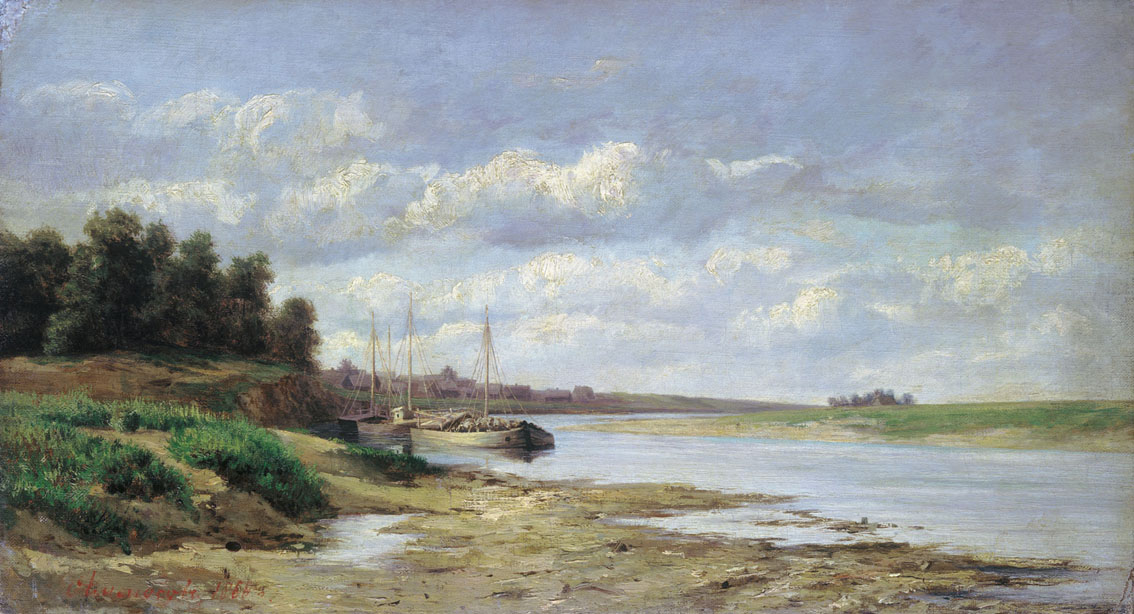
«Барки на реке» 1868 год, холст, масло — Таганрогский художественный музей
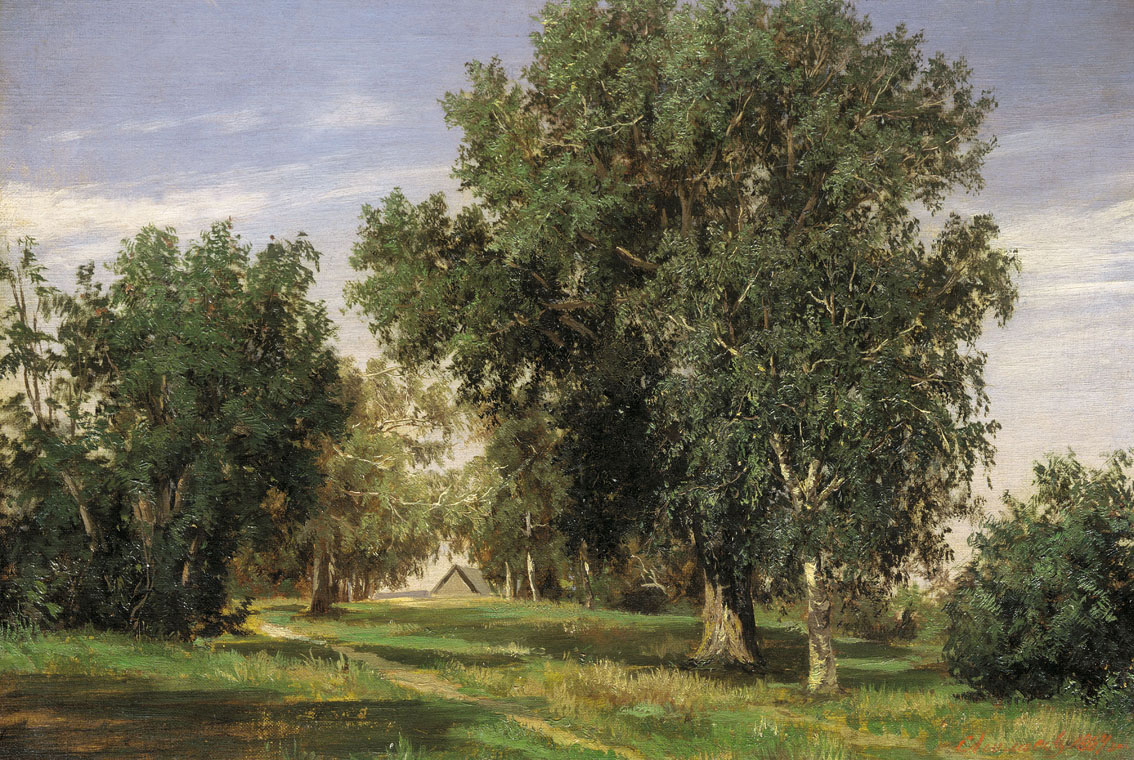
«Лесная поляна» 1869 год, холст на картоне, масло — Государственная Третьяковская галерея
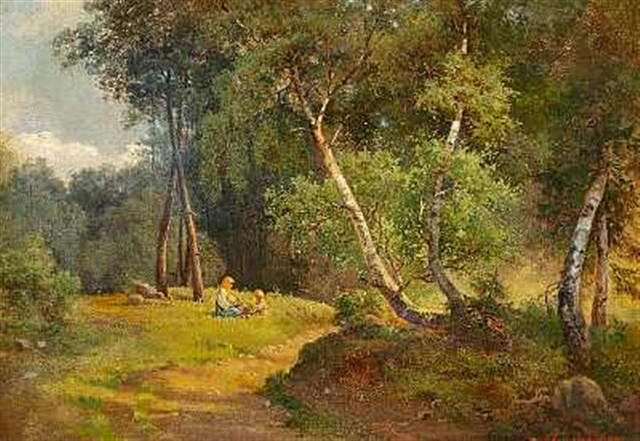
«Две девочки на поляне» 1867 год, холст, масло — частное собрание
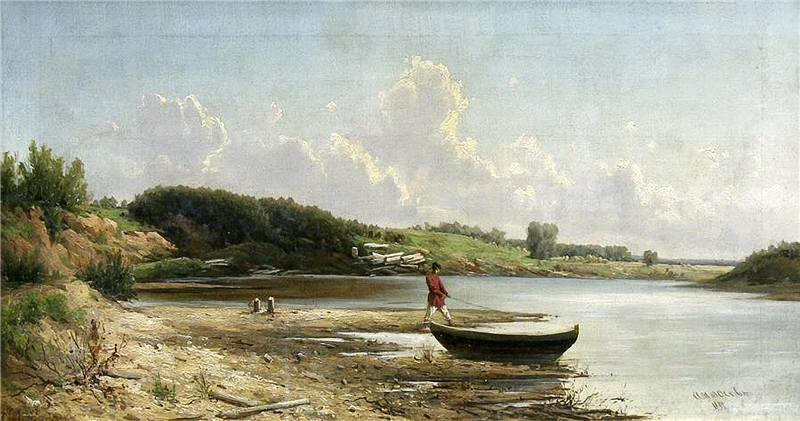
«Рыбак у берега» 1879 год, холст, масло — частное собрание
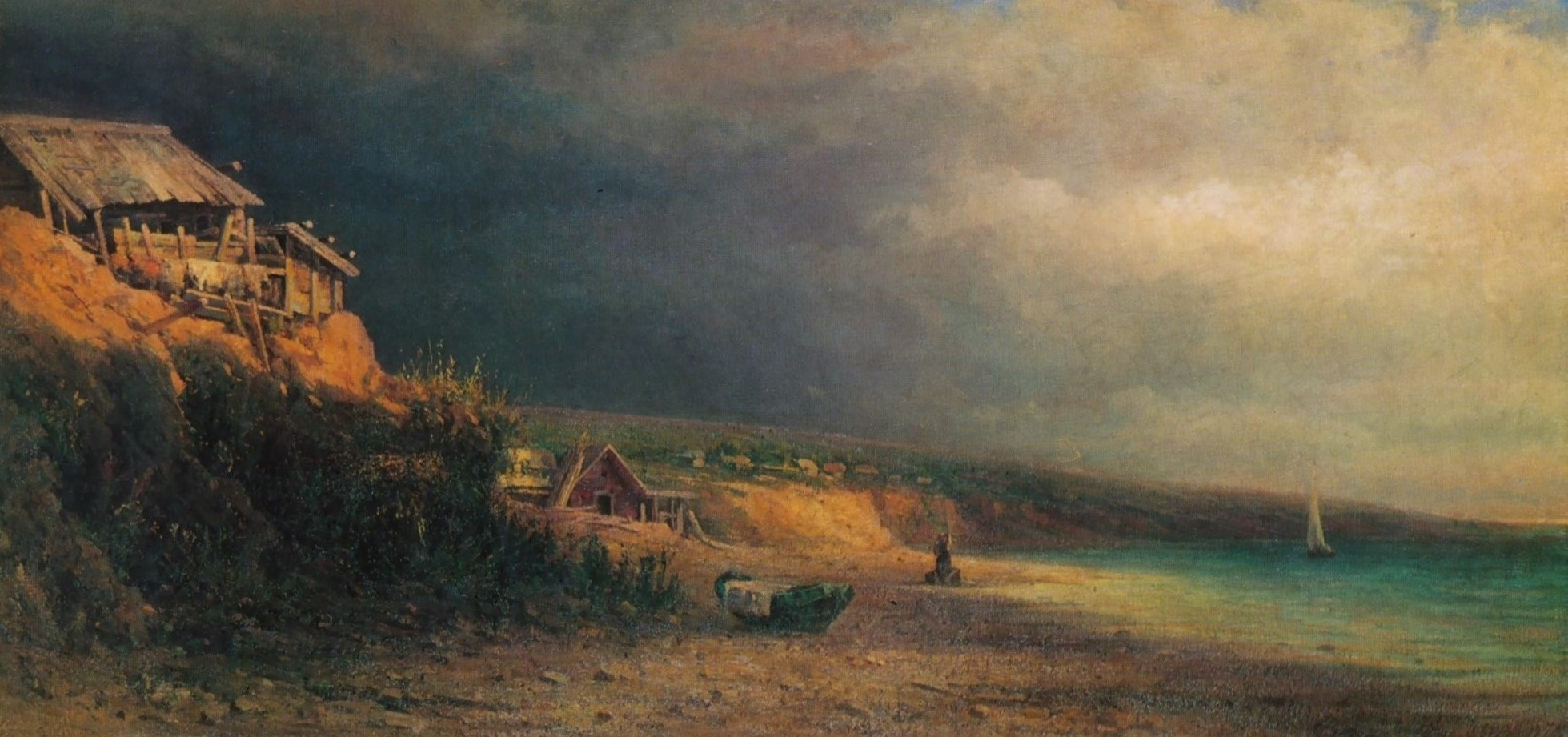
«Перед грозой» 1874 год, холст, масло